# Барбадос на летних Олимпийских играх 2024

## Квалификация
| № п/п | Вид спорта      | Мужчины        | Мужчины                | Женщины        | Женщины                | Всего          | Всего                  |
| № п/п | Вид спорта      | Завоевано квот | Количество спортсменов | Завоевано квот | Количество спортсменов | Завоевано квот | Количество спортсменов |
| ----- | --------------- | -------------- | ---------------------- | -------------- | ---------------------- | -------------- | ---------------------- |
| 1     | Лёгкая атлетика |                |                        | 2              | 2                      | 2              | 2                      |
| 2     | Плавание        | 1              | 1                      |                |                        | 1              | 1                      |
| 3     | Триатлон        | 1              | 1                      |                |                        | 1              | 1                      |
|       | ИТОГО           | 2              | 2                      | 2              | 2                      | 4              | 4                      |

## Состав команды
Лёгкая атлетика
1. Тристан Эвелин[англ.]
2. Сада Уильямс

 Плавание
1. Джек Кирби[англ.]

 Триатлон
1. Мэттью Райт[англ.]

## Легкая атлетика
Легкоатлеты Барбадоса выполнили нормативы для участия в Играх 2024 года, пройдя прямую квалификацию или по мировому рейтингу, в следующих соревнованиях:
Беговые дисциплины
| Спортсмен      | Дисциплина    | Забеги    | Забеги | Утеш. забеги | Утеш. забеги | Полуфиналы            | Полуфиналы            | Финал                 | Финал                 |
| Спортсмен      | Дисциплина    | Результат | Место  | Результат    | Место        | Результат             | Место                 | Результат             | Место                 |
| -------------- | ------------- | --------- | ------ | ------------ | ------------ | --------------------- | --------------------- | --------------------- | --------------------- |
| Тристан Эвелин | Женщины 100 м | 11,55     | 6      | —            | —            | завершила выступление | завершила выступление | завершила выступление | завершила выступление |
| Сада Уильямс   | Женщины 400 м | 50,45     | 3 Q    | —            | —            | 49,89                 | 3 q                   | 49,83                 | 7                     |

## Плавание
Барбадос получил одно универсальное место для участия в олимпийском турнире пловцов.
| Спортсмен  | Дисциплина                  | Заплывы | Заплывы | Полуфиналы           | Полуфиналы           | Финал                | Финал                |
| Спортсмен  | Дисциплина                  | Время   | Место   | Время                | Место                | Время                | Место                |
| ---------- | --------------------------- | ------- | ------- | -------------------- | -------------------- | -------------------- | -------------------- |
| Джек Кирби | Мужчины 100 м вольный стиль | 50,42   | 46      | завершил выступление | завершил выступление | завершил выступление | завершил выступление |

## Триатлон
Барбадос завоевал одно квотное место в соревнования мужчин на основании Индивидуального рейтинга World Triathlon для Америки.
Личное
| Спортсмен   | Категория | Время             | Время     | Время             | Время     | Время       | Время   | Место |
| Спортсмен   | Категория | Плавание (1,5 км) | Переход 1 | Велосипед (40 км) | Переход 2 | Бег (10 км) | Всего   | Место |
| ----------- | --------- | ----------------- | --------- | ----------------- | --------- | ----------- | ------- | ----- |
| Мэттью Райт | Мужчины   | 22.13             | 23.02     | 1:16.52           | 1:17.16   | 1:49.18     | 1:49.18 | 34    |